# Keratella canadensis
Keratella canadensis is een raderdiertjessoort uit de familie Brachionidae. De wetenschappelijke naam van deze soort is voor het eerst geldig gepubliceerd in 1954 door Bērzinś.